# Anschlag von Dayton 2019
Beim Anschlag in Dayton erschoss ein Einzeltäter in Dayton (Ohio) am 4. August 2019 um 01:05 Uhr morgens Ortszeit neun Menschen, einschließlich seiner eigenen Schwester. Der Täter wurde von der vor Ort anwesenden Polizei etwa 30 Sekunden nach Eröffnen des Feuers erschossen.

## Ablauf der Tat
Etwa zwei Stunden vor der Tat betrat der Täter mit seiner Schwester und einem Freund eine Bar im historischen Zentrum von Dayton im Bundesstaat Ohio. Später trennte er sich von den beiden und eröffnete um 01:05 Uhr Ortszeit vor der Ned Peppers Bar (East 5th Street) das Feuer auf umstehende Passanten mit einer Waffe des Typs AM-15. Er erschoss seine Schwester und acht weitere Personen. Weitere vierzehn Passanten wurden angeschossen. Die vor Ort anwesende Polizei erschoss den Täter ungefähr 30 Sekunden nachdem dieser das Feuer eröffnet hatte. Der Anschlag ereignete sich etwa dreizehn Stunden nach dem Anschlag in El Paso.

## Opfer
Von den neun getöteten Menschen waren fünf Männer und vier Frauen. Sechs Opfer waren schwarz, drei Opfer waren weiß. Die Opfer waren zwischen 22 und 57 Jahre alt. Die 22-jährige Schwester des Täters ist unter den Opfern. Die Frage, ob der Täter seine Schwester gezielt erschossen hat, ist Teil der polizeilichen Ermittlungen. Vierzehn weitere Personen erlitten zum Teil lebensbedrohliche Schusswunden.

## Täter
Der 24-jährige Täter Connor Betts fühlte sich laut Presseberichten zu gewalttätigen Ideologien hingezogen. Der Tagesspiegel bezeichnete den Täter als „offenbar wirren Linken, mit Sympathien für den Satanismus“, einer „offenkundigen Begeisterung für exzessive Gewalt“ und „Prototyp einer menschlichen Zeitbombe“. Laut The Washington Times bekannte sich der Täter als „Trump-hassenden, pro-satanischen Linken“ und Anhänger der Trump-kritischen Präsidentschaftskandidatin Elizabeth Warren (Demokratische Partei). Zudem hatte er auf Twitter Antifa-Tweets verbreitet. Konkrete Hinweise auf ein politisches Motiv, das den Täter zu dem Attentat verleitete, gibt es bisher jedoch nicht. Das FBI leitete Ermittlungen wegen inländischem Terrorismus ein.
Connor Betts besuchte das Sinclair Community College in Dayton und agierte als Sänger in einer Porngrind-Band, die harte Rockmusik mit pornografischen Texten kombiniert. Im Gegensatz zum Täter von El Paso hinterließ Betts kein Manifest. Seine Abschiedsbotschaft waren offenbar biografische Angaben bei Twitter. „I’m going to hell and I’m not coming back“, stand da, „ich gehe zur Hölle und ich komme nicht zurück.“
Ehemalige Klassenkameraden berichteten, Betts hätte während seiner High-School-Zeit Listen mit Personen, die er töten und vergewaltigen wollte, geführt. Die Entdeckung der Listen hätte dazu geführt, dass Betts von der Schule suspendiert worden sei und hätten im Jahr 2012 eine Polizeiermittlung ausgelöst. Die Ex-Freundin von Connor Betts gab an, er hätte ihr beim ersten Date ein Video des Attentats in der Tree-of-Life-Synagoge in Pittsburgh gezeigt. Außerdem habe er ihr erzählt, er leide unter einer Bipolaren Störung.
Nach Angaben eines Gerichtsmediziners wurden im Blut des Täters Alkohol und Kokain sowie das angstlösende Medikament Xanax nachgewiesen.

## Reaktionen
Der US-amerikanische Präsident Donald Trump verurteilte nach den Anschlägen von El Paso und von Dayton die Taten. Gleichzeitig forderte er Hintergrundüberprüfungen von „psychisch instabilen“ Waffenkäufern und die bundesweite Wiedereinführung der Todesstrafe für solche Verbrechen. Am 7. August 2019 besuchte Trump die Tatorte in Dayton und El Paso und sprach mit Verletzten und Angehörigen von Opfern.